# Шахта «Червоноградська № 3»
ДВАТ Шахта «Червоноградськ № 3» вугільна шахта, яку планували почати будувати в 2008 році.  Станом на 2010 рік держава все ще лише планувала побудувати шахту.
Входить до ВО ДКХ «Львіввугілля». Розташована у місті Шептицький, Львівської області.
Адреса: 80100, м. Шептицький, Львівської обл.